# Kate Middleton (apnéiste)
Pour les articles homonymes, voir Kate Middleton (homonymie).

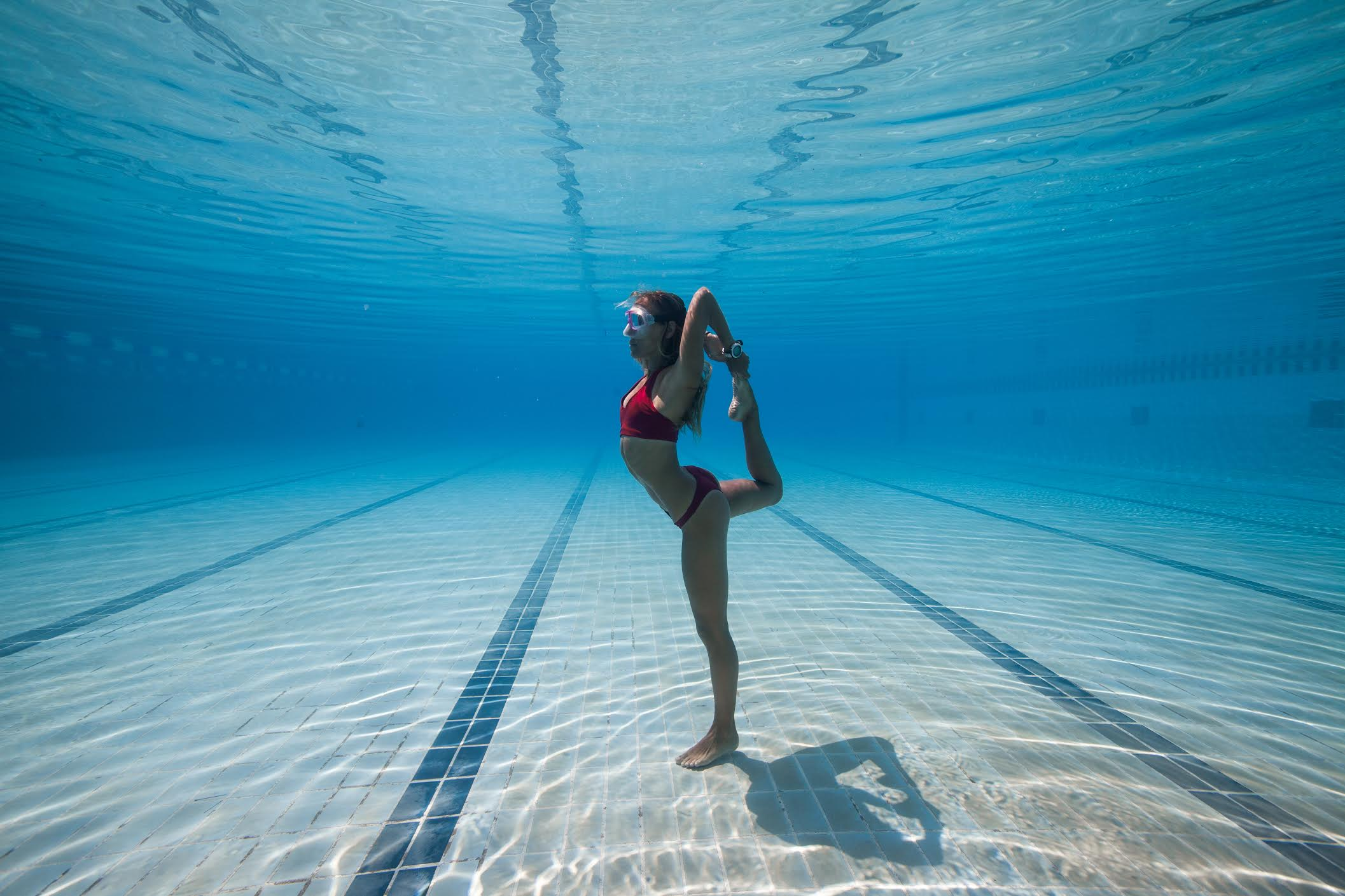
Photographie de Kate Middleton, apnéiste et professeur de yoga.

Kate Middleton, née le 23 décembre 1987 au Canada, est la détentrice du record néo-zélandais de plongée en apnée dans les disciplines de l'immersion libre (FIM) et poids constant avec palmes (CWF). Elle vit sur l'île de Gili Trawangan en Indonésie où elle enseigne la plongée en apnée ainsi que le yoga. Un court métrage a été réalisé en 2012 sur sa vie en Indonésie.

## Palmarès
- 61 m Immersion libre aux championnats du monde en individuel à Kalamata, Grèce septembre 2013
- 66 m Poids constant avec palmes au One Breath Jamboree, Tulamben, Bali, octobre 2013
- 65 m Immersion libre au One Breath Jamboree, Tulamben, Bali, octobre 2013
- 68 m Poids constant avec palmes et 73 m en Immersion libre [4] à Vertical Blue 2014, Bahamas, Décembre 2014
- 72 m Poids constant avec palmes et 76 m en Immersion libre [5] aux championnats du monde d'apnée à Chypre, Septembre 2015
- 85m Poids constant avec palmes à Vertical Blue 2016, Bahamas
- 84m en Immersion Libre à Vertical Blue 2017, Bahamas (médaille d'or)
- 97m Poids constant avec palmes à Vertical Blue 2017, Bahamas (médaille de bronze)